# Eudistoma kaverium
Eudistoma kaverium is een zakpijpensoort uit de familie van de Polycitoridae. De wetenschappelijke naam van de soort is voor het eerst geldig gepubliceerd in 2002 door Meenakshi.